# Tin Machine
Pour leur album, voir Tin Machine (album).
Tin Machine est un groupe de rock anglo-américain fondé en 1987 et se séparant en 1992. Le membre le plus connu du groupe est David Bowie, alors en quête de rédemption après avoir été descendu par la critique tout le long des années 1980. Il fonde Tin Machine avec le guitariste Reeves Gabrels et les frères Tony et Hunt Sales, respectivement bassiste et batteur.
Tin Machine produit jusqu'en 1992 un rock se voulant comme un retour aux sources, aux tendances hard. Il rencontre un succès modéré, aussi bien auprès de la critique que des fans de Bowie. Le mensuel Rock & Folk fait du Live de Tin Machine, lors de sa sortie, son album du mois.

## Biographie

### Origines (1987-1988)
L'album Never Let Me Down (1987) et sa tournée qui suit, le Glass Spider Tour, laissent les critiques indifférentes et Bowie en est conscient. Préférant revenir à la musique qu'il faisait plutôt qu'à celle de l'album Let's Dance qui l'a amené vers le grand public, Bowie s'associe à Reeves Gabrels, qui pousse le chanteur à redécouvrir son penchant expérimental et à Erdal Kızılçay sur de nouveaux morceaux en 1988, même si ce dernier ne rejoindra pas le groupe. Bowie et Gabrels se sont rencontrés par le biais de l'épouse de Gabrels, Sara, qui faisait partie du service de presse lors de la tournée nord-américaine de Bowie en 1987. Elle donne une cassette d'enregistrements de Reeves à Bowie qui contacte ce dernier pour travailler avec lui. Bowie lui explique avoir « perdu la vue » et vouloir revenir dans un groupe.
Leur premier morceau est une nouvelle version de la chanson de 1979 Look Back in Anger, jouée au concert de charité au Palace le 1er juillet 1988. Bowie tente par la suite de convaincre Tony Sales d'appeler son frère Hunt afin de travailler de nouveau ensemble, Tony et Hunt ayant joué avec David Bowie en soutien à Iggy Pop à la fin des années 1970. Tony se souvient que « Bowie voulait reformer un groupe — « quelque chose » à faire ensemble. Il ne savait pas réellement ce qui allait en sortir, mais il voulait que Hunt et moi [sic] rencontrions Reeves et peut-être écrire et sortir quelque chose ensemble. » Bowie verra finalement que tout se passe pour le mieux et que l'harmonie qui règne au sein de sa nouvelle formation,est idéale .
Hunt et Tony, les deux fils du comédien Soupy Sales (en), gardent la bonne ambiance pendant les sessions et interviews. Bowie rejette plus tard l'idée que Reeves, Hunt et Tony étaient juste musiciens de session. « Les frères Sales n'accepteront jamais d'avoir un autre boss. Ce sont des têtes de mules. Ils ne font pas de la musique pour quelqu'un d'autre, ni pour eux-mêmes. Faut pas faire chier les Sales, ni même Reeves. »
Pour leurs inspirations, ils citent Gene Krupa, Charles Mingus, Jimi Hendrix, Glenn Branca, Mountain, Cream, et le Jeff Beck Group. Le groupe choisit le nom de Tin Machine d'après un morceau qu'ils ont écrit,. Tony Sales expliquera pour rire que les quatre membres avaient divorcé quand le groupe s'est formé, parce qu'ils devaient à l'origine s'appeler The Four Divorcés ou Alimony Inc.Gabrels expliquera plus sérieusement qu'ils ont « travaillé sur plusieurs niveaux. L'archaïque — l'idée de l'étain, qui fait toujours partie de notre quotidien : les canettes du supermarché ; quand on marche dans la rue on en trouve. C'est du matériau tellement archaïque, mais c'est partout. On avait dans l'idée de faire de la musique sans batterie, ni séquenceur. Il y a un moment ou ça se touche. Et puis aussi, parce qu'on a pas trouvé mieux comme nom. » Le groupe permet à Bowie de garder un certain niveau d'anonymat. Il clarifie d'ailleurs le fait qu'il n'a pas invité les autres membres à rejoindre « son » groupe, mais plutôt que « le groupe s'est assemblé de lui-même ».

### Premier album et tournée (1988-1989)
Le premier album du groupe est enregistré à la fin de 1988 et au début de 1989 avec l'aide du guitariste Kevin Armstrong. Il est généralement accueilli d'une manière mitigée après sa sortie en mai 1989, comparé positivement aux deux derniers albums solo de Bowie à cette période. Sur le marché, l'album se vend bien, atteignant la troisième place de l'UK Albums Chart, mais les ventes déclinent rapidement. Gabrels explique en 1991 que les ventes de leur premier album étaient « dix fois supérieures » à celles prévues. À la sortie de l'album, Bowie se retrouve content de ce qu'ils ont fait et que ça durera « pendant encore au moins deux autres albums. »
Contrairement à ce qui est souvent indiqué, le premier concert de Tin Machine n'a pas lieu aux International Rock Awards le 31 mai 1989, car le groupe s'est déjà produit à Nassau quelques semaines plus tôt. Bowie se rappelle : « on s'est ramené dans un club à Nassau où on avait enregistré quatre à cinq morceaux. On y est allé et on y a joué. » Gabrels ajoute : « On est monté sur scène et on entendait beaucoup de commentaires, 'C'est David Bowie! Non, ça ne peut pas être lui, il a une barbe! »
Le groupe entreprend une tournée dans de petits clubs entre le 14 juin et le 3 juillet 1989 avant de se diriger en sessions à Sydney, en Australie. Pendant ces sessions, Tin Machine contribue à la compilation Beyond the Beach, avec un morceau instrumental intitulé Needles on the Beach.

### Second album et fin (1990-1992)
Le groupe se met en pause pendant que Bowie mène sa tournée Sound+Vision Tour en solo. En décembre 1990, Bowie se sépare de EMI. Hunt Sales explique qu'EMI « s'est trop emporté sur [notre] premier album, qui est sans single », ce qui explique partiellement le changement de labels de la part de Bowie. En mars 1991, le groupe signe avec Victory Music, un nouvel label lancé à cette période par JVC et distribué à l'international par London Records et Polygram. Ils enregistrent ensuite de nouveaux morceaux pour leur prochain album, Tin Machine II.
À la fin 1991, Bowie réitère sa joie d'être au sein de Tin Machine, idem pour Gabrels. Entre septembre 1991 et le 17 février 1992, le groupe entreprend une plus grande tournée, appelée It's My Life Tour durant laquelle il est rejoint par le guitariste Eric Schermerhorn.
Des morceaux de leur tournée It's My Life sont publiés sous le titre Tin Machine Live: Oy Vey, Baby en disque et en vidéo en 1992. Peu après la sortie de Oy Vey, Baby, Bowie enregistre le single Real Cool World en solo, mais affirme qu'un troisième album de Tin Machine doit être mis en boîte en 1993. En fin de compte, cette annonce reste en suspens et le groupe se sépare peu après les ragots identitaires du courant nazi lgpd, et "autres bruits de couloir" crachant sur David Bowie (caricaturé "dictateur" de la Bande Tin Machine),qui le convainc d'évoquer des "problèmes personnels" pour calmer et apaiser les inconvénients publics .

## Membres
- David Bowie : chant, guitare
- Reeves Gabrels : guitare
- Tony Sales : basse
- Hunt Sales : batterie

## Discographie

### Albums studio
| Année | Titre          | Détails                                                        | Classements | Classements | Certifications              |
| Année | Titre          | Détails                                                        | Royaume-Uni | États-Unis  | Certifications              |
| ----- | -------------- | -------------------------------------------------------------- | ----------- | ----------- | --------------------------- |
| 1989  | Tin Machine    | - Sortie : 22 mai 1989 - Label : EMI - Format : LP, CD         | 3           | 28          | - Royaume-Uni : disque d'or |
| 1991  | Tin Machine II | - Sortie : 2 septembre 1991 - Label : London - Format : LP, CD | 23          | 126         |                             |

### Albums en concert
| Année | Titre                                     | Détails                                                           | Classements | Classements | Certifications |
| Année | Titre                                     | Détails                                                           | Royaume-Uni | États-Unis  | Certifications |
| ----- | ----------------------------------------- | ----------------------------------------------------------------- | ----------- | ----------- | -------------- |
| 1992  | Tin Machine Live: Oy Vey, Baby            | - Sortie : 2 juillet 1992 - Label : London - Format : LP, CD      | —           | —           |                |
| 2019  | Live at La Cigale, Paris, 25th June, 1989 | - Sortie : 30 août 2019 - Label : Parlophone - Format : Streaming | —           | —           |                |

### Singles
| Année | Titre                              | Détails                                  | Classements | Classements | Tiré de l'album |
| Année | Titre                              | Détails                                  | Royaume-Uni | États-Unis  | Tiré de l'album |
| ----- | ---------------------------------- | ---------------------------------------- | ----------- | ----------- | --------------- |
| 1989  | Under the God                      | - Sortie : juin 1989 - Label : EMI       | 51          | —           | Tin Machine     |
| 1989  | Tin Machine / Maggie's Farm (Live) | - Sortie : septembre 1989 - Label : EMI  | 48          | —           | Tin Machine     |
| 1989  | Prisoner of Love                   | - Sortie : octobre 1989 - Label : EMI    | 77          | —           | Tin Machine     |
| 1991  | You Belong in Rock 'n' Roll        | - Sortie : août 1991 - Label : London    | 33          | —           | Tin Machine II  |
| 1991  | Baby Universal                     | - Sortie : octobre 1991 - Label : London | 48          | —           | Tin Machine II  |
| 1991  | One Shot                           | - Sortie : octobre 1991 - Label : London | —           | —           | Tin Machine II  |

### Vidéos
- 1992 : Oy Vey, Baby: Tin Machine Live at the Docks VHS. Concert du 24 octobre 1991 filmé par Rudi Dolezal et Hannes Rossacher.